# Odontorrhynchus monstrosus
Odontorrhynchus monstrosus är en orkidéart som beskrevs av Dariusz Lucjan Szlachetko. Odontorrhynchus monstrosus ingår i släktet Odontorrhynchus och familjen orkidéer.
Artens utbredningsområde är Bolivia. Inga underarter finns listade i Catalogue of Life.